# Neu entstandene politische Gemeinden der Schweiz
Die Grundeinheit der staatlichen Organisation der Schweiz sind die politischen Gemeinden.
Durch Gemeindeteilungen und Gemeindevereinigungen sind seit der Gründung des Bundesstaates im Jahre 1848 einige Gemeinden neu entstanden, in neuerer Zeit vor allem im Rahmen von eigentlichen Gemeindereform-Projekten (besonders in den Kantonen Freiburg, Graubünden, Luzern, Tessin und Thurgau).
Die nachfolgende Liste ist eine Zusammenstellung basierend auf dem Amtlichen Gemeindeverzeichnis der Schweiz.
Grundsätze:
- Sie enthält lediglich neue Gemeindenamen.
- Fusionen, bei denen das Gemeindegebiet einer bereits bestehenden Gemeinde vergrössert, der Name jedoch unverändert beibehalten wurde, sind in dieser Liste nicht enthalten.
- Die Spalte Kanton reflektiert den Stand zum Zeitpunkt der Mutation.

Siehe auch:
- den Übersichtsartikel Gemeinde (Schweiz)
- die Artikel Liste von Namensänderungen politischer Gemeinden der Schweiz, Aufgehobene politische Gemeinden der Schweiz und Gemeindestandsveränderungen in der Schweiz
- den Artikel Gemeindefusionen in der Schweiz für die neueste Entwicklung geordnet nach Kantonen.
- sowie über das Ortschaftenverzeichnis der Schweiz

| Neue Gemeinde            | Kanton | Jahr | Art der Entstehung |
| ------------------------ | ------ | ---- | --- |
| Acquarossa               | TI     | 2004 | Fusion von Castro, Corzoneso, Dongio, Largario, Leontica, Lottigna, Marolta, Ponto Valentino und Prugiasco |
| Albula/Alvra             | GR     | 2015 | Fusion von Alvaneu, Alvaschein, Brienz/Brinzauls, Mon, Stierva, Surava und Tiefencastel |
| Allmendingen             | BE     | 1993 | Abspaltung von Rubigen |
| Alto Malcantone          | TI     | 2005 | Fusion von Arosio, Breno, Fescoggia, Mugena und Vezio |
| Amlikon-Bissegg          | TG     | 1995 | Fusion von Amlikon, Bissegg, Griesenberg und Strohwilen |
| Anières                  | GE     | 1858 | Abspaltung von Corsier (GE) |
| Anniviers                | VS     | 2009 | Fusion von Ayer, Chandolin, Grimentz, Saint-Jean, Saint-Luc und Vissoie |
| Arni (AG)                | AG     | 1983 | Aufteilung von Arni-Islisberg in Arni (AG) und Islisberg |
| Arosa                    | GR     | 1851 | Abspaltung von Davos |
| Avegno Gordevio          | TI     | 2008 | Fusion von Avegno und Gordevio |
| Avry                     | FR     | 2001 | Fusion von Avry-sur-Matran und Corjolens |
| Bardonnex                | GE     | 1851 | Aufteilung von Compesières in Bardonnex und Plan-les-Ouates |
| Basadingen-Schlattingen  | TG     | 1999 | Fusion von Basadingen und Schlattingen |
| Bas-Intyamon             | FR     | 2004 | Fusion von Enney, Estavannens und Villars-sous-Mont |
| Basse-Allaine            | JU     | 2009 | Fusion von Buix, Courtemaîche und Montignez |
| Basse-Vendline           | JU     | 2024 | Fusion von Beurnevésin und Bonfol |
| Bellevue                 | GE     | 1855 | Abspaltung von Collex-Bossy |
| Belmont-Broye            | FR     | 2016 | Fusion von Domdidier, Dompierre, Léchelles und Russy |
| Bergün Filisur           | GR     | 2018 | Fusion von Bergün/Bravuogn und Filisur |
| Bernex                   | GE     | 1850 | Aufteilung von Bernex-Onex-Confignon in Bernex und Onex-Confignon |
| Bettmeralp               | VS     | 2014 | Fusion von Betten und Martisberg |
| Bichelsee-Balterswil     | TG     | 1996 | Fusion von Balterswil und Bichelsee |
| Biel-Benken              | BL     | 1972 | Fusion von Benken (BL) und Biel (BL) |
| Billens-Hennens          | FR     | 1998 | Fusion von Billens und Hennens |
| Birsfelden               | BL     | 1874 | Abspaltung von Muttenz |
| Blenio                   | TI     | 2006 | Fusion von Aquila, Campo (Blenio), Ghirone, Olivone und Torre |
| Blonay – Saint-Légier    | VD     | 2022 | Fusion von Blonay und Saint-Légier-La Chiésaz |
| Bois-d’Amont             | FR     | 2021 | Fusion von Arconciel, Ependes und Senèdes |
| Bözberg                  | AG     | 2013 | Fusion von Gallenkirch, Linn, Oberbözberg und Unterbözberg |
| Böztal                   | AG     | 2022 | Fusion von Bözen, Effingen, Elfingen und Hornussen |
| Bourg-en-Lavaux          | VD     | 2011 | Fusion von Cully, Epesses, Grandvaux, Riex und Villette (Lavaux) |
| Braunwald                | GL     | 1939 | Abspaltung von Rüti (GL) |
| Bregaglia                | GR     | 2010 | Fusion von Bondo, Castasegna, Soglio, Stampa und Vicosoprano |
| Breggia                  | TI     | 2009 | Fusion von Bruzella, Cabbio, Caneggio, Morbio Superiore, Muggio und Sagno |
| Brienz (GR)              | GR     | 1883 | Aufteilung von Brienz-Surava in Brienz (GR) und Surava |
| Brienz-Surava            | GR     | 1869 | Fusion von Brienz (GR) und Surava |
| Brig-Glis                | VS     | 1972 | Fusion von Brig, Glis und Brigerbad |
| Brione (Verzasca)        | TI     | 1852 | Aufteilung von Brione-Gerra in Brione (Verzasca) und Gerra (Verzasca) |
| Brot-Plamboz             | NE     | 1875 | Fusion von Brot-Dessus und Plamboz |
| Buchegg                  | SO     | 2014 | Fusion von Aetigkofen, Aetingen, Bibern, Brügglen, Gossliwil, Hessigkofen, Küttigkofen, Kyburg-Buchegg, Mühledorf und Tscheppach |
| Bussy-Chardonney         | VD     | 1961 | Fusion von Bussy-sur-Morges und Chardonney-sur-Morges |
| Bütschwil-Ganterschwil   | SG     | 2013 | Fusion von Bütschwil und Ganterschwil |
| Calanca                  | GR     | 2015 | Fusion von Arvigo, Braggio, Cauco und Selma |
| Campello                 | TI     | 1853 | Abspaltung von Calpiogna |
| Capriasca                | TI     | 2001 | Fusion von Cagiallo, Lopagno, Roveredo Capriasca, Sala Capriasca, Tesserete und Vaglio |
| Casti-Wergenstein        | GR     | 1923 | Fusion von Casti und Wergenstein |
| Centovalli               | TI     | 2009 | Fusion von Borgnone, Intragna und Palagnedra |
| Chêne-Bourg              | GE     | 1869 | Aufteilung von Chêne-Thônex in Chêne-Bourg und Thônex |
| Chermignon               | VS     | 1905 | Abspaltung von Lens |
| Cheyres-Châbles          | FR     | 2017 | Fusion von Châbles und Cheyres |
| Cimadera                 | TI     | 1878 | Abspaltung von Sonvico |
| Clos du Doubs            | JU     | 2009 | Fusion von Epauvillers, Epiquerez, Montenol, Montmelon, Ocourt, Saint-Ursanne und Seleute |
| Collina d’Oro            | TI     | 2004 | Fusion von Agra, Gentilino und Montagnola |
| Confignon                | GE     | 1851 | Aufteilung von Onex-Confignon in Onex und Confignon |
| Corpataux-Magnedens      | FR     | 1999 | Fusion von Corpataux und Magnedens |
| Crans-Montana            | VS     | 2017 | Fusion von Chermignon, Mollens, Montana und Randogne |
| Croglio                  | TI     | 1976 | Fusion von Biogno-Beride und Croglio-Castelrotto |
| Cugnasco-Gerra           | TI     | 2008 | Fusion von Cugnasco und Gerra |
| Damphreux-Lugnez         | JU     | 2023 | Fusion von Damphreux und Lugnez |
| Delley-Portalban         | FR     | 2005 | Fusion von Delley und Portalban |
| Domleschg                | GR     | 2015 | Fusion von Almens, Paspels, Pratval, Rodels und Tomils |
| Drei Höfe                | SO     | 2013 | Fusion von Heinrichswil-Winistorf und Hersiwil |
| Ebnat-Kappel             | SG     | 1965 | Fusion von Ebnat und Kappel (Toggenburg) |
| Ehrendingen              | AG     | 2006 | Fusion von Oberehrendingen und Unterehrendingen |
| Erlinsbach (SO)          | SO     | 2006 | Fusion von Niedererlinsbach und Obererlinsbach |
| Escholzmatt-Marbach      | LU     | 2013 | Fusion von Escholzmatt und Marbach |
| Estavayer                | FR     | 2017 | Fusion von Bussy, Estavayer-le-Lac, Morens, Murist, Rueyres-les-Prés, Vernay und Vuissens |
| Farvagny                 | FR     | 1996 | Fusion von Farvagny-le-Grand, Farvagny-le-Petit, Grenilles und Posat |
| Felben-Wellhausen        | TG     | 1983 | Fusion von Felben und Wellhausen |
| Fenin-Vilars-Saules      | NE     | 1875 | Fusion von Fenin, Saules und Vilars |
| Ferrera                  | GR     | 2008 | Fusion von Ausserferrera und Innerferrera |
| Filzbach                 | GL     | 1887 | Aufteilung von Kerenzen-Mühlehorn in Filzbach, Mühlehorn und Obstalden |
| Forst-Längenbühl         | BE     | 2007 | Fusion von Forst und Längenbühl |
| Frasnacht                | TG     | 1857 | Abspaltung von Egnach |
| Gambarogno               | TI     | 2010 | Fusion von Caviano, Contone, Gerra (Gambarogno), Indemini, Magadino, Piazzogna, Sant’Abbondio, San Nazzaro und Vira (Gambarogno) |
| Gampel-Bratsch           | VS     | 2009 | Fusion von Bratsch und Gampel |
| Gerra (Verzasca)         | TI     | 1852 | Aufteilung von Brione-Gerra in Brione (Verzasca) und Gerra (Verzasca) |
| Ghirone                  | TI     | 1853 | Abspaltung von Aquila |
| Gibloux                  | FR     | 2016 | Fusion von Corpataux-Magnedens, Farvagny, Le Glèbe, Rossens und Vuisternens-en-Ogoz |
| Glarus Nord              | GL     | 2011 | Fusion von Bilten, Filzbach, Mollis, Mühlehorn, Näfels, Niederurnen, Oberurnen und Obstalden |
| Glarus Süd               | GL     | 2011 | Fusion von Betschwanden, Braunwald, Elm, Engi, Haslen, Linthal, Luchsingen, Matt, Mitlödi, Rüti, Schwanden, Schwändi und Sool |
| Goms                     | VS     | 2017 | Fusion von Blitzingen, Grafschaft, Münster-Geschinen, Niederwald und Reckingen-Gluringen |
| Göschenen                | UR     | 1875 | Abspaltung von Wassen |
| Goumoëns                 | VD     | 2011 | Fusion von Eclagnens, Goumoens-la-Ville und Goumoens-le-Jux |
| Grafschaft               | VS     | 2000 | Fusion von Biel (VS), Ritzingen und Selkingen |
| Gresso                   | TI     | 1882 | Abspaltung von Vergeletto |
| Grolley-Ponthaux         | FR     | 2025 | Fusion von Grolley und Ponthaux |
| Gurmels                  | FR     | 1978 | Fusion von Grossgurmels und Monterschu |
| Guschelmuth              | FR     | 1978 | Fusion von Grossguschelmuth und Kleinguschelmuth |
| Guttet-Feschel           | VS     | 2000 | Fusion von Feschel und Guttet |
| Gy                       | GE     | 1851 | Abspaltung von Jussy |
| Hauptwil-Gottshaus       | TG     | 1996 | Fusion von Gottshaus und Hauptwil |
| Haute-Ajoie              | JU     | 2009 | Fusion von Chevenez, Damvant, Réclère und Roche-d’Or |
| Hautemorges              | VD     | 2021 | Fusion von Apples, Bussy-Chardonney, Cottens, Pampigny, Reverolle und Sévery |
| Hauterive (FR)           | FR     | 2001 | Fusion von Posieux und Ecuvillens |
| Haute-Sorne              | JU     | 2013 | Fusion von Bassecourt, Courfaivre, Glovelier, Soulce und Undervelier |
| Haut-Intyamon            | FR     | 2002 | Fusion von Lessoc, Albeuve, Montbovon und Neirivue |
| Heinrichswil-Winistorf   | SO     | 1993 | Fusion von Heinrichswil und Winistorf |
| Herznach-Ueken           | AG     | 2023 | Fusion von Herznach und Ueken |
| Humlikon                 | ZH     | 1872 | Abspaltung von Adlikon |
| Icogne                   | VS     | 1905 | Abspaltung von Lens |
| Ilanz/Glion              | GR     | 2014 | Fusion von Castrisch, Duvin, Ilanz, Ladir, Luven, Pigniu, Pitasch, Riein, Ruschein, Rueun, Schnaus, Sevgein und Siat |
| Islisberg                | AG     | 1983 | Aufteilung von Arni-Islisberg in Arni (AG) und Islisberg |
| Isorno                   | TI     | 2001 | Fusion von Auressio, Berzona und Loco |
| Ittigen                  | BE     | 1983 | Abspaltung von Bolligen |
| Jorat-Menthue            | VD     | 2011 | Fusion von Montaubion-Chardonney, Peney-le-Jorat, Sottens, Villars-Mendraz und Villars-Tiercelin |
| Jorat-Mézières           | VD     | 2016 | Fusion von Carrouge, Ferlens und Mézières |
| Kandergrund              | BE     | 1850 | Abspaltung von Frutigen |
| Kandersteg               | BE     | 1909 | Abspaltung von Kandergrund |
| Kemmental                | TG     | 1996 | Fusion von Alterswilen, Altishausen, Dotnacht, Ellighausen, Hugelshofen, Lippoldswilen, Neuwilen und Siegershausen |
| Konolfingen              | BE     | 1933 | Fusion von Gysenstein und Stalden im Emmental |
| Kradolf-Schönenberg      | TG     | 1996 | Fusion von Buhwil, Kradolf, Neukirch an der Thur und Schönenberg an der Thur |
| La Baroche               | JU     | 2009 | Fusion von Asuel, Charmoille, Fregiécourt, Miécourt und Pleujouse |
| La Brillaz               | FR     | 2001 | Fusion von Lentigny, Lovens und Onnens (FR) |
| La Folliaz               | FR     | 2005 | Fusion von Lussy und Villarimboud |
| La Grande Béroche        | NE     | 2018 | Fusion von Bevaix, Fresens, Gorgier, Montalchez, Saint-Aubin-Sauges und Vaumarcus |
| La Sonnaz                | FR     | 2004 | Fusion von La Corbaz, Cormagens und Lossy-Formangueires |
| La Tène                  | NE     | 2009 | Fusion von Marin-Epagnier und Thielle-Wavre |
| La Verrerie              | FR     | 2004 | Fusion von Grattavache, Le Crêt und Progens |
| Laconnex                 | GE     | 1851 | Abspaltung von Soral |
| Landeron-Combes          | NE     | 1875 | Fusion von Combes und Le Landeron |
| Landquart                | GR     | 2012 | Fusion von Igis und Mastrils |
| Laténa                   | NE     | 2025 | Fusion von Enges, Hauterive, Saint-Blaise und La Tène |
| Laufen                   | BE     | 1852 | Fusion von Laufen Stadt und Laufen Vorstadt (damals gehörte Laufen noch zum Kanton Bern) |
| Lavey-Morcles            | VD     | 1852 | Fusion von Lavey und Morcles |
| Lavizzara                | TI     | 2004 | Fusion von Broglio, Brontallo, Fusio, Menzonio, Peccia und Prato-Sornico |
| Le Bry                   | FR     | 1970 | Fusion von Pont-en-Ogoz und Villars-d’Avry |
| Le Flon                  | FR     | 2004 | Fusion von Bouloz, Pont (Veveyse) und Porsel |
| Le Glèbe                 | FR     | 2003 | Fusion von Estavayer-le-Gibloux, Rueyres-Saint-Laurent, Villarlod und Villarsel-le-Gibloux |
| Le Mouret                | FR     | 2003 | Fusion von Bonnefontaine, Essert (FR), Montévraz, Oberried (FR), Praroman und Zénauva |
| Leibstadt                | AG     | 1866 | Fusion von Oberleibstadt und Unterleibstadt |
| Lema                     | TI     | 2025 | Fusion von Astano, Bedigliora, Curio, Miglieglia und Novaggio |
| Lengwil                  | TG     | 1998 | Fusion von Illighausen und Oberhofen bei Kreuzlingen |
| Les Bayards              | NE     | 1888 | Fusion von Grand Bayard und Petit Bayard |
| Les Eplatures            | NE     | 1851 | Abspaltung von Le Locle |
| Les Montets              | FR     | 2004 | Fusion von Aumont, Frasses, Granges-de-Vesin und Montet (Broye) |
| Leuggelbach              | GL     | 1868 | Abspaltung von Luchsingen |
| Linden                   | BE     | 1946 | Fusion von Ausserbirrmoos, Innerbirrmoos und Otterbach |
| Linescio                 | TI     | 1858 | Abspaltung von Cevio |
| Lohn-Ammannsegg          | SO     | 1993 | Fusion von Lohn (SO) und Ammannsegg |
| Lossy-Formangueires      | FR     | 1982 | Fusion von Lossy und Formangueires |
| Lumnezia                 | GR     | 2013 | Fusion von Cumbel, Degen, Lumbrein, Morissen, Suraua, Vella, Vignogn und Vrin |
| Lussery-Villars          | VD     | 1999 | Fusion von Lussery und Villars-Lussery |
| Lüsslingen-Nennigkofen   | SO     | 2013 | Fusion von Lüsslingen und Nennigkofen |
| Lüterkofen-Ichertswil    | SO     | 1961 | Fusion von Ichertswil und Lüterkofen |
| Lüterswil-Gächliwil      | SO     | 1995 | Fusion von Gächliwil und Lüterswil |
| Marin-Epagnier           | NE     | 1888 | Fusion von Epagnier und Marin |
| Marly                    | FR     | 1970 | Fusion von Marly-le-Grand und Marly-le-Petit |
| Martigny                 | VS     | 1964 | Fusion von Martigny-Ville und Martigny-Bourg |
| Mastrils                 | GR     | 1854 | Abspaltung von Zizers |
| Mettauertal              | AG     | 2010 | Fusion von Etzgen, Hottwil, Mettau, Oberhofen und Wil |
| Milvignes                | NE     | 2013 | Fusion von Auvernier, Bôle und Colombier |
| Misery-Courtion          | FR     | 1997 | Fusion von Cormérod, Cournillens, Courtion und Misery |
| Mont-Noble               | VS     | 2011 | Fusion von Mase, Nax und Vernamiège |
| Mont-Vully               | FR     | 2016 | Fusion von Bas-Vully und Haut-Vully |
| Montagny (FR)            | FR     | 2000 | Fusion von Montagny-les-Monts und Montagny-la-Ville |
| Montana                  | VS     | 1905 | Abspaltung von Lens |
| Montanaire               | VD     | 2013 | Fusion von Chanéaz, Chapelle-sur-Moudon, Correvon, Denezy, Martherenges, Neyruz-sur-Moudon, Peyres-Possens, Saint-Cierges und Thierrens                                                                                               |
| Monteceneri              | TI     | 2010 | Fusion von Bironico, Camignolo, Medeglia, Rivera und Sigirino |
| Montilliez               | VD     | 2011 | Fusion von Dommartin, Naz, Poliez-le-Grand und Sugnens |
| Montreux                 | VD     | 1962 | Fusion von Montreux-Châtelard und Montreux-Planches |
| Mörel-Filet              | VS     | 2009 | Fusion von Filet und Mörel |
| Mühlehorn                | GL     | 1887 | Aufteilung von Kerenzen-Mühlehorn in Filzbach, Mühlehorn und Obstalden |
| Münster-Geschinen        | VS     | 2004 | Fusion von Geschinen und Münster (VS) |
| Mundaun                  | GR     | 2009 | Fusion von Flond und Surcuolm |
| Münsterlingen            | TG     | 1994 | Fusion von Landschlacht und Scherzingen |
| Muntogna da Schons       | GR     | 2021 | Fusion von Casti-Wergenstein, Donat, Lohn und Mathon |
| Muralto                  | TI     | 1881 | Abspaltung von Orselina |
| Murgenthal               | AG     | 1901 | Fusion von Balzenwil und Riken (AG) |
| Neckertal                | SG     | 2009 | Fusion von Brunnadern, Mogelsberg und St. Peterzell |
| Nesslau                  | SG     | 2013 | Fusion von Stein und Nesslau-Krummenau |
| Nesslau-Krummenau        | SG     | 2005 | Fusion von Krummenau und Nesslau |
| Neunforn                 | TG     | 1996 | Fusion von Niederneunforn, Oberneunforn und Wilen bei Neunforn |
| Niederrohrdorf           | AG     | 1854 | Aufteilung von Rohrdorf in Niederrohrdorf, Oberrohrdorf und Remetschwil |
| Noble-Contrée            | VS     | 2021 | Fusion von Miège, Venthône und Veyras |
| Oberbözberg              | AG     | 1873 | Aufteilung von Bözberg in Oberbözberg und Unterbözberg |
| Obergoms                 | VS     | 2009 | Fusion von Obergesteln in Oberwald und Ulrichen |
| Oberhünigen              | BE     | 1980 | Abspaltung von Schlosswil |
| Oberiberg                | SZ     | 1884 | Aufteilung von Iberg in Oberiberg und Unteriberg |
| Oberrohrdorf             | AG     | 1854 | Aufteilung von Rohrdorf in Niederrohrdorf, Oberrohrdorf und Remetschwil |
| Obersaxen Mundaun        | GR     | 2016 | Fusion von Mundaun und Obersaxen |
| Obstalden                | GL     | 1887 | Aufteilung von Kerenzen-Mühlehorn in Filzbach, Mühlehorn und Obstalden |
| Oerlikon                 | ZH     | 1872 | Abspaltung von Schwamendingen |
| Onex                     | GE     | 1851 | Aufteilung von Onex-Confignon in Onex und Confignon |
| Onex-Confignon           | GE     | 1850 | Aufteilung von Bernex-Onex-Confignon in Bernex und Onex-Confignon |
| Onsernone                | TI     | 1995 | Fusion von Comologno, Crana und Russo |
| Oron                     | VD     | 2012 | Fusion von Bussigny-sur-Oron, Châtillens, Chesalles-sur-Oron, Ecoteaux, Oron-la-Ville, Oron-le-Châtel, Palézieux, Les Tavernes, Les Thioleyres und Vuibroye                                                                           |
| Ostermundigen            | BE     | 1983 | Abspaltung von Bolligen |
| Pambio-Noranco           | TI     | 1904 | Fusion von Pambio und Noranco |
| Péry-La Heutte           | BE     | 2015 | Fusion von La Heutte und Péry |
| Petit-Val                | BE     | 2015 | Fusion von Châtelat, Monible, Sornetan und Souboz |
| Plan-les-Ouates          | GE     | 1851 | Aufteilung von Compesières in Bardonnex und Plan-les-Ouates |
| Plateau de Diesse        | BE     | 2014 | Fusion von Diesse, Lamboing und Prêles |
| Pont-en-Ogoz             | FR     | 2003 | Fusion von Avry-devant-Pont, Gumefens und Le Bry |
| Prato-Sornico            | TI     | 1864 | Fusion von Prato (Vallemaggia) und Sornico |
| Prez                     | FR     | 2020 | Fusion von Corserey, Noréaz und Prez-vers-Noréaz |
| Puplinge                 | GE     | 1851 | Abspaltung von Presinge |
| Rapperswil-Jona          | SG     | 2007 | Fusion von Rapperswil (SG) und Jona |
| Rasa                     | TI     | 1864 | Abspaltung von Palagnedra |
| Reckingen-Gluringen      | VS     | 2004 | Fusion von Gluringen und Reckingen (VS) |
| Remetschwil              | AG     | 1854 | Aufteilung von Rohrdorf in Niederrohrdorf, Oberrohrdorf und Remetschwil |
| Rheinwald                | GR     | 2019 | Fusion von Hinterrhein, Nufenen und Splügen |
| Riederalp                | VS     | 2003 | Fusion von Goppisberg, Greich und Ried-Mörel |
| Riom-Parsonz             | GR     | 1979 | Fusion von Parsonz und Riom |
| Riviera                  | TI     | 2017 | Fusion von Cresciano, Iragna, Lodrino und Osogna |
| Romainmôtier-Envy        | VD     | 1970 | Fusion von Romainmôtier und Envy |
| Rüschegg                 | BE     | 1860 | Abspaltung von Guggisberg |
| Safiental GR             | GR     | 2013 | Fusion von Safien, Tenna, Valendas und Versam |
| Saint-Aubin-Sauges       | NE     | 1888 | Fusion von Saint-Aubin und Sauges |
| Sâles                    | FR     | 2001 | Fusion von Maules, Romanens, Rueyres-Treyfayes und Sâles (Gruyère) |
| San Nazzaro              | TI     | 1930 | Fusion von Casenzano und Vairano |
| Sauge                    | BE     | 2014 | Fusion von Plagne und Vauffelin |
| Says                     | GR     | 1880 | Abspaltung von Trimmis |
| Scheunen                 | BE     | 1912 | Fusion von Messen-Scheunen und Oberscheunen |
| Schinznach               | AG     | 2014 | Fusion von Oberflachs und Schinznach-Dorf |
| Schlatt (TG)             | TG     | 1999 | Fusion von Mett-Oberschlatt und Unterschlatt |
| Schmitten (FR)           | FR     | 1922 | Abspaltung von Düdingen |
| Schwarzenburg            | BE     | 2011 | Fusion von Albligen und Wahlern |
| Schwende-Rüte            | AI     | 2022 | Fusion von Rüte und Schwende |
| Serravalle               | TI     | 2012 | Fusion von Ludiano, Malvaglia und Semione |
| Sommeri                  | TG     | 1967 | Fusion von Niedersommeri und Obersommeri |
| St. Antönien             | GR     | 1979 | Fusion von St. Antönien Castels und St. Antönien Rüti |
| St. Martin               | GR     | 1878 | Abspaltung von Tersnaus |
| St. Niklaus              | VS     | 1866 | Fusion von St. Niklaus Dorf und St. Niklaus Matt |
| St. Peter-Pagig          | GR     | 2008 | Fusion von Pagig und St. Peter |
| Stammheim                | ZH     | 2019 | Fusion von Oberstammheim, Unterstammheim und Waltalingen |
| Steg-Hohtenn             | VS     | 2009 | Fusion von Hohtenn und Steg |
| Stocken-Höfen            | BE     | 2014 | Fusion von Höfen bei Thun, Niederstocken und Oberstocken |
| Suraua                   | GR     | 2002 | Fusion von Camuns, Surcasti, Tersnaus und Uors-Peiden |
| Surava                   | GR     | 1883 | Aufteilung von Brienz-Surava in Brienz (GR) und Surava |
| Surses                   | GR     | 2016 | Fusion von Bivio, Cunter, Marmorera, Mulegns, Riom-Parsonz, Salouf, Savognin, Sur und Tinizong-Rona |
| Terre di Pedemonte       | TI     | 2013 | Fusion von Cavigliano, Tegna und Verscio |
| Tévenon                  | VD     | 2011 | Fusion von Fontanezier, Romairon, Vaugondry und Villars-Burquin |
| Thielle-Wavre            | NE     | 1888 | Fusion von Thielle und Wavre |
| Thônex                   | GE     | 1869 | Aufteilung von Chêne-Thônex in Chêne-Bourg und Thônex |
| Thurnen                  | BE     | 2020 | Fusion von Kirchenthurnen, Lohnstorf und Mühlethurnen |
| Tinizong-Rona            | GR     | 1998 | Fusion von Rona und Tinizong |
| Tobel-Tägerschen         | TG     | 1999 | Fusion von Tägerschen und Tobel |
| Torny                    | FR     | 2004 | Fusion von Middes und Torny-le-Grand |
| Tramelan                 | BE     | 1952 | Fusion von Tramelan-Dessous und Tramelan-Dessus |
| Tresa                    | TI     | 2021 | Fusion von Croglio, Monteggio, Ponte Tresa und Sessa |
| Trient                   | VS     | 1900 | Abspaltung von Martigny-Combe |
| Trimstein                | BE     | 1993 | Abspaltung von Rubigen |
| Truttikon                | ZH     | 1879 | Abspaltung von Trüllikon |
| Tomils                   | GR     | 2009 | Fusion von Feldis/Veulden, Scheid, Trans und Tumegl/Tomils |
| Tschiertschen-Praden     | GR     | 2009 | Fusion von Praden und Tschiertschen |
| Turgi                    | AG     | 1883 | Abspaltung von Gebenstorf |
| Turtmann-Unterems        | VS     | 2013 | Fusion von Turtmann und Unterems |
| Twann-Tüscherz           | BE     | 2010 | Fusion von Tüscherz-Alfermée und Twann |
| Uesslingen-Buch          | TG     | 1995 | Fusion von Buch bei Frauenfeld und Uesslingen |
| Unterbözberg             | AG     | 1873 | Aufteilung von Bözberg in Oberbözberg und Unterbözberg |
| Unteriberg               | SZ     | 1884 | Aufteilung von Iberg in Oberiberg und Unteriberg |
| Uors-Peiden              | GR     | 1963 | Fusion von Uors und Peiden |
| Urdorf                   | ZH     | 1931 | Fusion von Niederurdorf und Oberurdorf |
| Val-de-Charmey           | FR     | 2014 | Fusion von Cerniat und Charmey |
| Valbirse                 | BE     | 2015 | Fusion von Bévilard, Malleray und Pontenet |
| Valbroye                 | VD     | 2011 | Fusion von Cerniaz, Combremont-le-Grand, Combremont-le-Petit, Granges-près-Marnand, Marnand, Sassel, Seigneux und Villars-Bramard |
| Valcolla                 | TI     | 1956 | Fusion von Colla, Insone, Piandera, Scareglia und Signôra |
| Valsot                   | GR     | 2013 | Fusion von Ramosch und Tschlin |
| Val Mara                 | TI     | 2022 | Fusion von Maroggia, Melano und Rovio |
| Val Müstair              | GR     | 2009 | Fusion von Fuldera, Lü, Müstair, Santa Maria Val Müstair, Tschierv und Valchava |
| Val Terbi                | JU     | 2013 | Fusion von Montsevelier, Vermes und Vicques |
| Val de Bagnes VS         | VS     | 2021 | Fusion von Bagnes und Vollèges |
| Val-de-Ruz               | NE     | 2013 | Fusion von Boudevilliers, Cernier, Chézard-Saint-Martin, Coffrane, Dombresson, Engollon, Fenin-Vilars-Saules, Fontainemelon, Fontaines, Les Geneveys-sur-Coffrane, Les Hauts-Geneveys, Montmollin, Le Pâquier, Savagnier und Villiers |
| Val-de-Travers           | NE     | 2009 | Fusion von Boveresse, Buttes, Couvet, Fleurier, Les Bayards, Môtiers, Noiraigue, Saint-Sulpice und Travers |
| Vaumarcus-Vernéaz        | NE     | 1875 | Fusion von Vaumarcus und Vernéaz |
| Vernay                   | FR     | 2006 | Fusion von Autavaux, Forel (FR) und Montbrelloz |
| Vernayaz                 | VS     | 1913 | Abspaltung von Salvan |
| Verzasca                 | TI     | 2020 | Fusion von Brione (Verzasca), Corippo, Cugnasco-Gerra (Gerra Valle), Frasco, Lavertezzo (Lavertezzo Valle), Sonogno und Vogorno |
| Vétroz                   | VS     | 1880 | Abspaltung von Conthey |
| Villaz                   | FR     | 2020 | Fusion von La Folliaz und Villaz-Saint-Pierre |
| Villorsonnens            | FR     | 2001 | Fusion von Chavannes-sous-Orsonnens, Orsonnens, Villargiroud und Villarsiviriaux |
| Vissoie                  | VS     | 1905 | Abspaltung von Ayer und Grimentz |
| Vully-les-Lacs           | VD     | 2011 | Fusion von Bellerive, Chabrey, Constantine, Montmagny, Mur, Vallamand und Villars-le-Grand |
| Wald (BE)                | BE     | 2004 | Fusion von Englisberg und Zimmerwald |
| Warth-Weiningen          | TG     | 1995 | Fusion von Warth und Weiningen (TG) |
| Welschenrohr-Gänsbrunnen | SO     | 2021 | Fusion von Gänsbrunnen und Welschenrohr |
| Wichtrach                | BE     | 2004 | Fusion von Niederwichtrach und Oberwichtrach |
| Widnau                   | SG     | 1883 | Abspaltung von Diepoldsau |
| Wildhaus-Alt St. Johann  | SG     | 2010 | Fusion von Alt St. Johann und Wildhaus |
| Willisau                 | LU     | 2006 | Fusion von Willisau Land und Willisau Stadt |
| Zihlschlacht-Sitterdorf  | TG     | 1997 | Fusion von Sitterdorf und Zihlschlacht |
| Zillis-Reischen          | GR     | 1875 | Fusion von Reischen und Zillis |
| Zurzach                  | AG     | 2022 | Fusion von Bad Zurzach, Baldingen, Böbikon, Kaiserstuhl, Rekingen, Rietheim, Rümikon und Wislikofen |